# Huércal de Almería (kommunhuvudort)
Huércal de Almería är en kommunhuvudort i Spanien.   Den ligger i provinsen Provincia de Almería och regionen Andalusien, i den södra delen av landet, 400 km söder om huvudstaden Madrid. Huércal de Almería ligger 73 meter över havet och antalet invånare är 14 937.
Terrängen runt Huércal de Almería är kuperad åt nordväst, men åt sydost är den platt. Runt Huércal de Almería är det tätbefolkat, med 570 invånare per kvadratkilometer. Närmaste större samhälle är Almería, 5,6 km söder om Huércal de Almería. Omgivningarna runt Huércal de Almería är i huvudsak ett öppet busklandskap.